# V818 Геркулеса
V818 Геркулеса (лат. V818 Herculis), HD 157010 — двойная звезда в созвездии Геркулеса на расстоянии приблизительно 1628 световых лет (около 499 парсек) от Солнца. Видимая звёздная величина звезды — от +11,2m до +9,8m.
Открыта Татьяной Никулиной в 1962 году*.

## Характеристики
Первый компонент — красный гигант, пульсирующая полуправильная переменная звезда типа SRB (SRB) спектрального класса M4, или M6, или Mb. Масса — около 0,889 солнечной, радиус — около 203,514 солнечного, светимость — около 3646,26 солнечной. Эффективная температура — около 3298 K.
Третий компонент — коричневый карлик. Масса — около 33,85 юпитерианской. Удалён в среднем на 1,438 а.е..